# Аниште
Аниште је тврђава која се налази источно од ушћа Љига у Колубару. Данас је од ње остало врло мало надземних остатака.